# Олдржіх II з Рожмберку
Олдржіх II з Рожмберку (Oldřich II. z Rožmberka, 13 січня 1403 — 28 квітня 1462) — середньовічний політичний та військовий діяч Богемії часів Гуситських війн.

## Життєпис

### Молоді роки
Походив зі знатного південночеського роду Рожмберків. Син Їндржіха III з Рожмберка, високого бургграфа королівства Богемія, і Альжбети з Кравара. Його батько помер в 1412 році, призначивши перед смертю опікунами Олдржіха і його сестри своїх родичів Їндржіха з Кравара, Ченека з Вартемберка і Яна III з Градце. Фактично ж одноосібним опікуном став Ченек з Вартемберка. З дитячих років, завдяки переконанням батьків, Олдржіх прийняв переконання гуситів. Цих же переконань дотримувався його опікун. У 1417 році за наказом Ченека з земель Олдржіха були вигнані всі католицькі священики, а на їхнє місце на чолі парафій поставлені священики-гусити.
У 1418 році досяг повноліття, став одноосібно розпоряджатися родинним майном. Також він першим прийняв величний титул володаря Рожмберкського будинку. В цьому відбилося багатство Рожмберків та амбіції Олдржіха II. Водночас він видав свою сестру Катержину заміж за Рейнпрехта фон Вальзе (згодом капітана Верхньої Австрії), а сам оженився з небогою Ченека з Вартемберка.
За рішенням Олдржіха II в селах і містечках, що йому належали, було розпочато поступове скасування феодального права «мертвої руки», яке тривало до 1419 року, що покращило стан господарств.
У жовтні 1419 року Олдржіх II з Рожмберка разом з Ченеком і Їндржіхом з Вартемберка, Яном Михалці з Міхаловиць, Алєша Шкопеком з Дуби, Вікторина Бочека з Подєбрад утворили панський союз для захисту «права і порядку земського» після смерті короля Вацлава IV. 4 листопада того ж року, коли повсталі пражани підступили до Градчан, Ольдржіх II супроводжував королеву-удовицю Софію Баварську, що вирішила залишити Прагу. Через два дні Олдржіх II був одним з панів, які уклали з пражанами угоду про перемир'я.

### Участь в Гуситських війнах

#### 1420 рік
Створення радикальними гуситами (згодом відомими як таборити) 1420 року на горі Табор, що на півдні королівства Богемія, своєї політично-військової бази, викликало занепокоєння Олдржіха II. Ще більше погіршення стосунків з таборитами спричинило спалення ними Сезимово Усті. Невдовзі він розпочав перемовини про спільні дії з королем Сигізмундом Люксембургом і лідерами католицької партії. При своєму дворі Олдржіх II дав притулок вигнаним з Праги католицьким інтелектуалам і діячам мистецтва. Двір Олдржіха поступово став, з одного боку, політичним центром рекатолізації, з другого — інтелектуальним клубом, де сприйняли ідеї гуманізму.
Навесні того ж 1420 року Олдржіх II з Рожмберка на чолі своїх військ узяв в облогу Табор, проте Микулашу з Гуси вдалося розбити загін Рожмберка і 30 червня зняти облогу. Після цього Олдржіх II починає переслідування в своїх володіннях таборитських проповідників і їхніх прихильників. Гуситські священики замінюються католицькими. Водночас видатки на війська змусили Олдржіха II продати місто Хаслах-ан-дер-Мюль (у Верхній Австрії) і закласти родинний замок Рожмберк. У квітні виступив проти вимог Сигізмунда Люксембурга правити за правом спадковості, а не зі згоди чеських панів, що викликало невдоволення короля.
Після поразки королівських сил на Вітковій горі 14 липня 1420 року, війська таборитів перейшли в наступ проти Рожмберків. Кілька замків Олдржіха II було захоплено і зруйновано, кілька маєтків розорено, частина його селян приєдналася до таборитів. Проте Олдржіх II зберіг найважливіші замки в безпосередній близькості від Табора, насамперед Пршибеніце і Пршибеничкі на берегах Лужниці. Під приводом захисту Олдржіх захопив маєтки Златокорунського монастиря.
Невдовзі Рожмберк отримав звістку, що Сигізмунд Люксембург коронувався королем Богемії. Після цього Олдржіх II разом з Вацлавом з Дуби і Петром зі Штернберка був призначений гетьманом Прахеньского і Бехіньского країв, при цьому Рожмберку було подаровано землі зруйнованого Златокорунського монастиря, а 1 жовтня 1420 король передав Олдржіху II «в управління» сам монастир.
На початку вересня 1420 року Олдржіху II з Рожмберка вдалося захопити в полон одного з ватажків таборитів Вацлава Коранда Старшого. Останнього разом з декількома іншими таборитами було ув'язнено замку Пршибеніце. У жовтні того ж року зазнав поразки від таборитів біля хутора Бор.
У ніч на 13 листопада Коранда зі своїми сподвижниками якимось чином звільнилися з в'язниці і захопили вежу замку. Підоспілі ним на допомогу війська таборитів штурмом взяли замок. Коли звістка про це дійшла до сусіднього замку Пршибенички, його залогу охопила паніка і другий замок здався таборитами до вечора того ж дня. Таборити заволоділи величезними багатствами, звезеними в Пршибеніце на зберігання навколишніми світськими і духовними феодалами. Вони продовжували розвивати наступ, захопивши до 18 листопада міста Прахатице і Водняни. Опинившись в складній ситуації, Олдржіх II був змушений укласти з таборитами 3-місячне перемир'я, за яким дозволив в своїх володіннях проповідь Чотирьох празьких статей. В цей же час розгорілася сварка Олдржіха II з Будйовіцьким гетьманом Ліпольтом Країржем з Крайка.

#### 1421—1423 роки
У червні 1421 року Олдржіх II брав участь у Чаславському сеймі, який оголосив Сигізмунда Люксембурга позбавленого трону. Також було сформовано тимчасовий уряд з 20 провінційних великих володарів, з яких 5 було обрано від панського стану, зокрема й Олдржіх II з Рожмберка (один з двох представників католицької партії).
Втім після того як війська другого антигуситського хрестового походу наприкінці серпня 1421 року вдерлися до королівства, Олдржіх II відкрито перейшов на бік поваленого короля Сигізмунда Люксембурга. У відповідь очільник таборитів Ян Жижка з військом рушив проти Олдржіха II і захопив його замок Подегуси і місто Собеслав. В результаті на бік таборитів перейшов Богуслав з Швамберка, до того вірний католик.
Боротьба Рожмберка проти Жижки тривала до жовтня 1423 року, коли новий сейм в Празі оголосив перемир'я і сформував новий уряд королівства. За прямою вказівкою Сигізмунда Люксембурга, Олдржіх II з Рожмберка відмовився брати участь в сеймі й визнавати його рішення, проте увійшов до складу нового уряду. Ще у 1422 році отримав право від Сигізмунда карбувати королівську монету як частку боргу в майже 12 тис. коп празьких грошей. Водночас отримав обіцянку у фінансуванні 400 вершників.

#### 1424—1428 роки
1424 року, скориставшись боротьбою між чашниками і таборитами, Олдржіх II атакував фортеці останніх. Втім не досяг значних успіхів, уклавши у листопаді 1426 року перемир'я. У 1427 році був призначений Чеськебудейовицьким гетьманом. Невдовзі брав участь у військових діях четвертого антигуситського хрестового походу 1427—1428 років, після поразки якого Сигізмунд Люксембург вирішив піти на перемовини. При цьому погіршився фінансовий стан Олдржіха II, внаслідок чого той продав замок Віткув-Камен, селище Тршісов, хутір Бор і володіння Вішебродського монастиря.

#### 1429—1435 роки
1431 року Олдржіх II брав участь у черговому хрестовому поході, що закінчився перемогою гуситів у битві у Домажліце. У тому ж році Олдржіх II був уповноважений офіційно запросити містян Праги для участі в Базельському соборі. У документах 1431 року Олдржіх II з Рожмберку згадується як вищий бургграф королівства. Того ж року отримав від Люксембурга замок Звіков, який у 1433 році обміняв на замок Збірог. 1434 року купив замок Поршешин.
Навесні 1434 року Олдржіх II на деякий час відійшов від активних дій, був призначений Сигізмундом Люксембургом королівським намісником Богемії і Моравії і офіційним представником Люксембурга в перемовинах з гуситськими фракціями щодо повернення Сигізмунда на трон. У травні війська Олдржіха II рушив на з'єднання з військами інших панів в центральну частину Чехії. 30 травня 1434 року війська таборитив зазнали нищівної поразки в битві у Липан від армії чашників, де Рожмберк також брав участь.
У 1435 році Олдржіх II взяв в облогу Ломніци-над-Лужниці, після чого розбив війська таборитів у битві Кршече і захопив місто. Ця битва стала останнім боєм гуситських воєн. 1436 року Олдржіх II досяг остаточної мирної угоди з лідерами таборитів, внаслідок чого усі гусити визнали владу Сигізмунда Люксембурга як свого короля.

### На службі Люксембурга і Габсбургів
1436 року запросив компенсації у короля за його підтримку під час Гуситських війн, але отримав лише 600 золотих. Образившись, Олдріжих II не з'явився на Їглавський сейм. У червні 1436 году викупив свої замки Пршибеніце і Пршибеничек і наказав їх зруйнувати.
1437 року увійшов до регентської ради. Невдовзі Сигізмунд I помер. Його спадкоємцем став зять Альбрехт Габсбург. У 1438 році Олдржіх II очолив делегацію до Відня, де оголосив Альбрехту про його обрання королем Богемії. 29 червня 1438 року Рожмберк брав участь в коронації Альбрехта Габсбурга. В цей же час між Олдржіхом і таборитами на деякий час відновилася війна через те, що останні відмовилися визнати новим королем Альбрехта Габсбурга, виступаючи за польського кандидата Казимира Ягеллончика.
У травні 1439 року Альбрехт Габсбург призначив Олдржіха II з Рожмберка і Мейнгарта II з Градце управителями і гетьманами Богемського королівства на час відсутності короля в Богемії. 27 жовтня того ж року новий король раптово помер. Питання про нового короля став предметом переговорів між Олдржіхом II і Мейнгартом II з Градце, з одного боку, і лідерами помірних чашників Алєша з Штернберку і Гінеком Птачеком з Піркштейна, з іншого. Олдржіх II виступав за обрання королем Ладислава Постума, сина Альбрехта Габсбурга, тому перемовини зайшли в глухий кут. Празький сейм 1440 роки обрав королем Альбрехта Баварсько-Мюнхенського, проте він відхилив цю пропозицію.
Внаслідок відсутності короля центральний уряд фактично втратив контроль над королівством, оскільки його голова Гінек Птачек з Піркштейна вступив у конфлікт з таборитами на чолі з Яном Колдоєм з Жампаха. На місцях владу перебрали ландфріди (військово-політичні союзи) на чолі із гетьманами. Очільником Бехіньського ландфріду був Олдржіх II з Рожмберку, який керував зі своїх маєтності не півдні Богемії. Після смерті Гінека Птачека 1444 року лідером помірних чашників став Їржі з Подєбрад. У тому ж році чашники погодилися на обрання королем Ладислава Постума, вимагаючи призначення при ньому регента зі своєї партії. Проти цього виступив Олдржіх II, який не бажав посилення чашників. Він використовував весь свій вплив, щоб переконати Фрідриха IV, короля Німеччини, не відпускати малолітнього Ладислава до Праги. Водночас Олдржіх II всіляко перешкоджав скликанню загального сейму королівства.
У 1447 році Фрідріх IV офіційно заявив, що не відпустить Ладислава Постума до Богемії. Це призвело повстання чашників на чолі із братами Подєбрадами, які в ніч з 2 на 3 вересня 1448 року захопили Прагу, де полонили вищого бургграфа королівства Мейнгарта II з Градце і проголосили Їржі з Подєбрад регентом королівства. Олдржіх II в цей момент знаходився у Відні. За цих обставин Рожмберк спробував налагодити дружні відносини з новим очільником держави, проте не вдало
Після повернення до своїх володінь Олдржіх II в лютому 1449 року засновував Страконіцьку єдність (союз католицьких панів). У квітні було укладено перемир'я з Їржі з Подєбрад на 1 рік. 4 червня 1450 року війська католицького союзу на чолі із Їндржіхом IV, старшим сином Олдржіха II, виступили проти чашників. Вирішальна битва відбулася біля Рокицан, де вороги Рожмберка здобули перемогу. Втім було укладено нове перемир'я ще на 1 рік.
У листопаді 1450 ворогуючі сторони зібралися в Празі й дійшли згоди про необхідність направити делегацію до Фрідріха IV з проханням відпустити Ладислава Постума до Богемії. На цих переговорах Олдржіх II також був відсутній, його представляв старший син. У 1451 році Олдржіх передав управління родинними маєтками Їндржіху IV. Втім і далі впливав на політику.
Головною турботою Ольдржіха II стали боргові розписки і заставні грамоти, видані ним свого часу королю Сигізмунду Люксембургу. Після смерті останнього ці документи дісталися Фрідріху Габсбургу, що 1452 року став імператором Священної Римської імперії. В свою чергу їх викупив затятий ворог Рожмберків Їржі з Подєбрад. Внаслідок цього Рожмберк не зміг перешкодити оголошенню Їржі з Подєбрад адміністратором (намісником) королівства.
У 1453 році король Ладислав Постум підтвердив справжність більшості сфальсифікованих грамот (понад 33), за допомогою яких ще раніше Олдржіх II з Рожмберка захопив Звікове панство, Мілевський монастир, Прахатце, замок Глубока.
У 1457 році помирає старший син Олдржіха II — Їндржіх IV, управління володіння Рожмбекського панства передано було другому сину — Яну II. Того ж помер король Ладислав. Ян II з Рожмберка в обмін на повернення боргових зобов'язань погодився визнати королем Їржі, що сталося 1458 року. Цього Олдржіх II не пробачив синові (він сам мріяв посісти трон), перебравшись до замку Дівчі-Камен, де мешкав до 1461 року. У 1462 році помер в Крумлові.